# David Blackwell

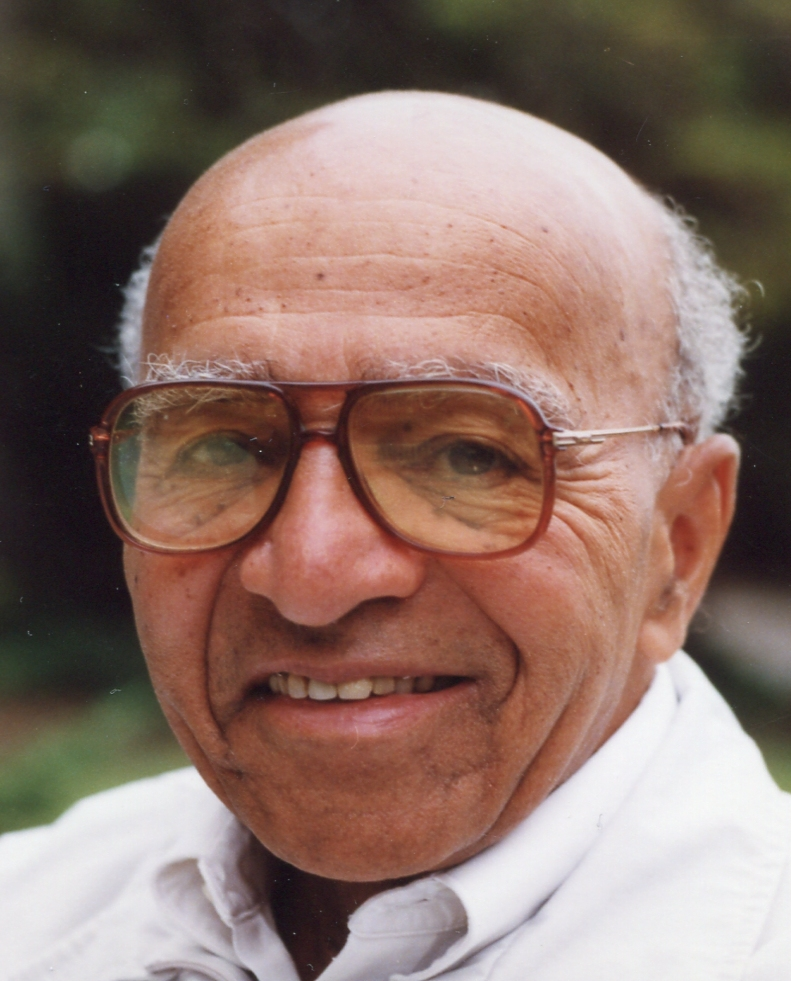
David Blackwell, Seattle 1999

David Harold Blackwell (* 24. April 1919 in Centralia, Illinois; † 8. Juli 2010 in Berkeley) war ein US-amerikanischer Mathematiker, der sich mit Statistik, Spieltheorie und Informationstheorie beschäftigte.

## Leben und Werk
David Harold Blackwell war eines von vier Kindern eines Eisenbahnarbeiters. Er studierte ab 1935 mit dem Ziel Schullehrer zu werden an der University of Illinois at Urbana-Champaign, wo er 1938 seinen Bachelor und 1939 seinen Master-Abschluss machte. 1941 wurde er dort mit einer Arbeit über die Eigenschaften von Markow-Ketten (Properties of Markov Chains) promoviert. Als Post-Doktorand war er 1941/42 am Institute for Advanced Study in Princeton. Danach lehrte er an der Southern University in Baton Rouge, am Clark College in Atlanta und ab 1944 an der Howard University, wo er 1947 Professor und Vorstand der Mathematikfakultät wurde. 1954 war er zunächst auf Einladung von Jerzy Neyman (der ihn schon in den 1940er Jahren nach Berkeley holen wollte, aber an Rassenvorurteilen scheiterte) als Gastprofessor an der University of California, Berkeley tätig, wo er im folgenden Jahr Professor an der neu gegründeten Fakultät für Statistik wurde. 1957 bis 1961 war er Vorstand der Statistik-Fakultät als Nachfolger von Neyman. 1988 ging er in Berkeley in den Ruhestand.
Sein Interesse für Statistik erwachte, nachdem er Vorlesungen von Abe Girshick an der Howard University hörte, mit dem er auch eng zusammenarbeitete. Nach ihm und C. R. Rao ist der Satz von Rao-Blackwell benannt. Für Spieltheorie begann er sich als Berater der Rand Corporation 1948 bis 1950 zu interessieren. Unabhängig von Richard Bellman entwickelte er die Dynamische Programmierung. Er ist auch für den Erneuerungssatz von Blackwell in der Erneuerungstheorie bekannt mit Anwendungen in den Ingenieurwissenschaften.  Er setzte sich als Teilnehmer einer UN-Konferenz für Bildung in Afrika ein und hielt im Auftrag der Mathematical Association of America 1959/60 Vorträge an vornehmlich von Schwarzen besuchten Schulen in den US-Südstaaten, um das Interesse für Mathematik zu steigern. Blackwell war verheiratet und hatte acht Kinder.

## Ehrungen
Blackwell war der erste Afroamerikaner, der in die National Academy of Sciences aufgenommen wurde (1965) und auch der erste afroamerikanische Professor mit fester Anstellung (tenure) in Berkeley. Er war Mitglied der National Academy of Sciences (1965), der American Academy of Arts and Sciences (1969), der American Philosophical Society, Ehrenmitglied der Royal Statistical Society (1976), Präsident des Institute of Mathematical Statistics (1956), Präsident der Bernoulli Society for Mathematical Statistics and Probability (1975–77) und 1978 Vizepräsident der American Statistical Association. Er war auch Vizepräsident der American Mathematical Society. 1986 war er R. A. Fisher Lecturer und 1979 erhielt er den John-von-Neumann-Theorie-Preis.
Er war zwölffacher Ehrendoktor (unter anderem von Harvard, Yale, Carnegie-Mellon, der Michigan State University) und hatte 65 Doktoranden.
Die im März 2024 von Nvidia vorgestellte Blackwell-Architektur sowie die erste damit realisierte Blackwell B-200 GPU wurden nach David Blackwell benannt.

## Schriften
- Basic Statistics, McGraw Hill 1969
- mit M. Girshick: Theory of Games and Statistical Decisions, Wiley 1954